# Live Around the World
Pour les articles homonymes, voir Around the World.
Albums de Queen + Adam Lambert
Live in Japan
(2016)
Live Around the World est un album live du groupe Queen + Adam Lambert, sorti en 2020. Il s'agit d'une compilation de chansons enregistrées dans des concerts et festivals donnés entre 2014 et 2020.

## Historique
Le 19 août 2020, Brian May publie sur les réseaux sociaux un message annonçant un projet futur de Queen. Quelques jours plus tard, il est révélé qu'il s'agit d'un album live avec le chanteur Adam Lambert, compilant plusieurs concerts et festivals donnés par le groupe entre 2014 et 2020 à travers de nombreux pays. L’idée de cet album a émergé après une Watch Party organisée en juin 2020 pendant le confinement lié à la pandémie de Covid-19. Après le report la tournée Rhapsody, Queen avait fait une sélection de moments de leurs précédents concerts. Le batteur Roger Taylor explique ce choix ainsi : « Nous n’avions pas vraiment regardé ces clips avant, nous étions trop occupés par la tournée. Et nous n’avions pas réalisé à quel point le groupe sonnait bien. Alors on s’est dit que, peut-être, un album live avec des moments particuliers des shows que nous avons faits pendant ces huit dernières années avec Adam Lambert, serait une bonne idée ». Le guitariste Brian May ajoute : « Alors que nous devons tous faire face au défi de créer des shows live dans un monde dominé par un ennemi viral puissant, il nous a semblé que c’était le bon moment pour proposer ces meilleurs moments live avec notre frère Adam Lambert ». Adam Lambert conclut : « Quand nous avons pris l’arrêt de la tournée cette année, nous voulions offrir quelque chose aux fans en échange et un album live nous semblait adéquat. C’est la première fois que nous le faisons ensemble et nous nous sommes beaucoup amusés à l’assembler en choisissant nos moments préférés de ces dernières années ».
Les titres constituant Live Around The World sont sélectionnés par Roger Taylor, Adam Lambert et Brian May eux-mêmes, parmi près de 200 performances. On retrouve par ailleurs les célèbres « Ay-Ohs » de Freddie Mercury.
La fin de l'album est constituée de sept titres interprétés au festival Fire Fight Australia à l'ANZ Stadium de Sydney. Le groupe rejoue exactement la même liste de titres que lors du célèbre concert caritatif Live Aid du 19 juillet 1985 au stade de Wembley.

## Vidéo
L'album est également publié en versions DVD et Blu-ray avec des images supplémentaires, notamment une « battle » de batterie entre Roger Taylor et son fils, Rufus Taylor.

## Liste des titres
| 1.  | Tear It Up                                                       | Brian May                | O2 Arena - Londres, 2 juillet 2018                          | 3:04 |
| 2.  | Now I'm Here                                                     | May                      | Summer Sonic Festival - Tokyo, 17 août 2014                 | 5:06 |
| 3.  | Another One Bites the Dust                                       | John Deacon              | Summer Sonic Festival - Tokyo, 17 août 2014                 | 3:22 |
| 4.  | Fat Bottomed Girls (avec les Cheerleaders des Cowboys de Dallas) | May                      | American Airlines Center - Dallas, 23 juillet 2019          | 5:27 |
| 5.  | Don't Stop Me Now                                                | Freddie Mercury          | Rock in Rio - Lisbonne, 20 mai 2016                         | 4:10 |
| 6.  | I Want to Break Free                                             | Deacon                   | Rock in Rio - Lisbonne, 20 mai 2016                         | 3:33 |
| 7.  | Somebody to Love                                                 | Mercury                  | Festival de l'île de Wight - Île de Wight, 12 juin 2016     | 5:58 |
| 8.  | Love Kills (version “The Ballad”)                                | Mercury, Giorgio Moroder | The Ballad iHeart Radio Theater - Los Angeles, 16 juin 2014 | 4:17 |
| 9.  | I Was Born to Love You                                           | Mercury                  | Summer Sonic Festival - Tokyo, 17 août 2014                 | 4:04 |
| 10. | Under Pressure                                                   | Queen, David Bowie       | Global Citizen Festival - New York, 28 septembre 2019       | 3:45 |
| 11. | Who Wants to Live Forever                                        | May                      | Festival de l'île de Wight - Île de Wight, 2016             | 4:40 |
| 12. | The Show Must Go On                                              | May                      | O2 Arena - Londres, 4 juillet 2018                          | 4:17 |
| 13. | Love of My Life                                                  | Queen                    | O2 Arena - Londres, 2 juillet 2018                          | 4:13 |
| 14. | Bohemian Rhapsody                                                | Mercury                  | ANZ Stadium - Sydney, 16 février 2020                       | 2:20 |
| 15. | Radio Ga Ga                                                      | Roger Taylor             | ANZ Stadium - Sydney, 16 février 2020                       | 4:23 |
| 16. | Ay-Ohs                                                           | Mercury                  | ANZ Stadium - Sydney, 16 février 2020                       | 1:08 |
| 17. | Hammer to Fall                                                   | May                      | ANZ Stadium - Sydney, 16 février 2020                       | 4:53 |
| 18. | Crazy Little Thing Called Love                                   | Mercury                  | ANZ Stadium - Sydney, 16 février 2020                       | 4:03 |
| 19. | We Will Rock You                                                 | May                      | ANZ Stadium - Sydney, 16 février 2020                       | 2:29 |
| 20. | We Are the Champions                                             | Mercury                  | ANZ Stadium - Sydney, 16 février 2020                       | 4:35 |

| 1.  | Tear It Up                                                       | Brian May                  | O2 Arena - Londres, 2 juillet 2018                          | 3:50  |
| 2.  | Now I'm Here                                                     | May                        | Summer Sonic Festival - Tokyo, 17 août 2014                 | 5:38  |
| 3.  | Another One Bites the Dust                                       | John Deacon                | Summer Sonic Festival - Tokyo, 17 août 2014                 | 3:20  |
| 4.  | Fat Bottomed Girls (avec les Cheerleaders des Cowboys de Dallas) | May                        | American Airlines Center - Dallas, 23 juillet 2019          | 6:20  |
| 5.  | Don't Stop Me Now                                                | Freddie Mercury            | Rock in Rio - Lisbonne, 20 mai 2016                         | 4:05  |
| 6.  | I Want to Break Free                                             | Deacon                     | Rock in Rio - Lisbonne, 20 mai 2016                         | 3:35  |
| 7.  | Somebody to Love                                                 | Mercury                    | Festival de l'île de Wight - Île de Wight, 12 juin 2016     | 5:53  |
| 8.  | Love Kills (version “The Ballad”)                                | Mercury, Giorgio Moroder   | The Ballad iHeart Radio Theater - Los Angeles, 16 juin 2014 | 4:20  |
| 9.  | I Was Born to Love You                                           | Mercury                    | Summer Sonic Festival - Tokyo, 17 août 2014                 | 4:00  |
| 10. | Drum Battle (battle de batterie)                                 | Roger Taylor, Rufus Taylor | Qudos Bank Arena - Sydney, août 2014                        | 2:29  |
| 11. | Under Pressure                                                   | Queen, David Bowie         | Global Citizen Festival - New York, 28 septembre 2019       | 3:50  |
| 12. | Who Wants to Live Forever                                        | May                        | Festival de l'île de Wight - Île de Wight, 12 juin 2016     | 4:35  |
| 13. | Last Horizon (solo de guitare)                                   | May                        | O2 Arena - Londres, juillet 2018                            | 10:12 |
| 14. | The Show Must Go On                                              | May                        | O2 Arena - Londres, 4 juillet 2018                          | 4:14  |
| 15. | Love of My Life                                                  | Queen                      | O2 Arena - Londres, 2 juillet 2018                          | 6:14  |
| 16. | Bohemian Rhapsody                                                | Mercury                    | ANZ Stadium - Sydney, 16 février 2020                       | 2:23  |
| 17. | Radio Ga Ga                                                      | Roger Taylor               | ANZ Stadium - Sydney, 16 février 2020                       | 4:20  |
| 18. | Ay-Ohs                                                           | Mercury                    | ANZ Stadium - Sydney, 16 février 2020                       | 1:08  |
| 19. | Hammer to Fall                                                   | May                        | ANZ Stadium - Sydney, 16 février 2020                       | 5:01  |
| 20. | Crazy Little Thing Called Love                                   | Mercury                    | ANZ Stadium - Sydney, 16 février 2020                       | 4:04  |
| 21. | We Will Rock You                                                 | May                        | ANZ Stadium - Sydney, 16 février 2020                       | 2:32  |
| 22. | We Are the Champions                                             | Mercury                    | ANZ Stadium - Sydney, 16 février 2020                       | 4:20  |

## Classements
| Pays et classement (2020)              | Meilleure position |
| -------------------------------------- | ------------------ |
| Australie (ARIA)                       | 1                  |
| Autriche (Ö3 Austria Top 40)           | 6                  |
| Belgique (Flandre Ultratop)            | 14                 |
| Belgique (Wallonie Ultratop)           | 13                 |
| Tchéquie (IFPI)                        | 61                 |
| Danemark (Tracklisten)                 | 28                 |
| Pays-Bas (Mega Album Top 100)          | 6                  |
| Finlande (Suomen virallinen lista)     | 14                 |
| France (SNEP)                          | 100                |
| Allemagne (Media Control AG)           | 5                  |
| Hongrie (Mahasz)                       | 14                 |
| Irlande (IRMA)                         | 22                 |
| Italie (FIMI)                          | 23                 |
| Japon (Oricon)                         | 10                 |
| Nouvelle-Zélande (RMNZ)                | 4                  |
| Pologne (ZPAV)                         | 17                 |
| Portugal (AFP)                         | 3                  |
| Écosse (OCC)                           | 1                  |
| Slovaquie (ČNS IFPI)                   | 87                 |
| Espagne (PROMUSICAE)                   | 20                 |
| Suisse (Schweizer Hitparade)           | 5                  |
| Royaume-Uni (UK Albums Chart)          | 1                  |
| États-Unis (Billboard 200)             | 56                 |
| États-Unis Top Album Sales (Billboard) | 12                 |
| États-Unis (Hard Rock Albums)          | 5                  |
| États-Unis (Top Rock Albums)           | 10                 |

## Crédits
- Adam Lambert
- Brian May : guitares, chœurs, piano
- Roger Taylor : batterie, percussions, chœurs, chœurs